# Col de Tamié
Pour les articles homonymes, voir Tamié.
Ne doit pas être confondu avec Collet de Tamié.
Le col de Tamié est un col routier alpin situé dans le massif des Bauges, sur la commune de Plancherine, en Savoie, à 907 m d'altitude, à l'extrémité méridionale du val de Tamié, en balcon au-dessus de la combe de Savoie et de la ville d'Albertville.

## Toponymie
La plus ancienne mentionne du col de Tamyés remonte au XVe siècle. Le col tire très probablement son nom de l'abbaye de Tamié, d'après l'abbé Adolphe Gros, située à proximité.
Tamié dérive de Tamidium hérité, toujours selon l'abbé Gros, d'un nom de domaine gallo-romain, (et non Stamedium, comme les anciens auteurs le pensaient, basée sur le latin medium, « milieu »),.

## Géographie
Situé à une altitude de 907 m, il est un point de passage entre la combe de Savoie depuis Albertville, et le val de Tamié vers le lac d'Annecy, situé en Haute-Savoie. On y accède par la D 201c depuis Plancherine (Savoie) et par la D12 par Faverges-Seythenex (Haute-Savoie).
Depuis le col, la D104 rejoint le collet de Tamié, situé à une altitude de 958 mètres. Il permet le passage en aval sur la commune de Mercury.

## Histoire
Le col semble avoir été le lieu de passage d'un voie romaine secondaire. L'historien Eugène Burnier (1831-1870) indique que le col « était très fréquenté à cause du commerce qui existait entre Genève et le Piémont et du mauvais état des routes qui se dirigeaient sur la ville de l'Hôpital ». Ces routes en « mauvais état », dont parle l'auteur, sont celles reliant les cités de Conflans et L'Hôpital, contrôlant l'accès à la vallée de la Tarentaise, et à Ugine et le val d'Arly.
Il semble que l'autre nom du vallon de Tamié, soit également le Coupe-gorge, un repaire de brigands qui semblaient rançonner les personnes empruntant cet accès. Il a fallu l'intervention du comte Amédée III de Savoie pour que le passage soit sécurisé.
En 1132, des moines originaire de l'abbaye de Bonnevaux, menés par Pierre II, s'installent dans la vallée à la suite de la volonté du comte Amédée III, et du choix par l'archevêque de Tarentaise, Pierre Ier et la donation des seigneurs de Chevron.

## Activités
- Monuments (châteaux, etc.)
- Religion (églises, etc.)
- Sport (golf, ski)
- Parc/Réserve
- Site remarquable

### Tourisme

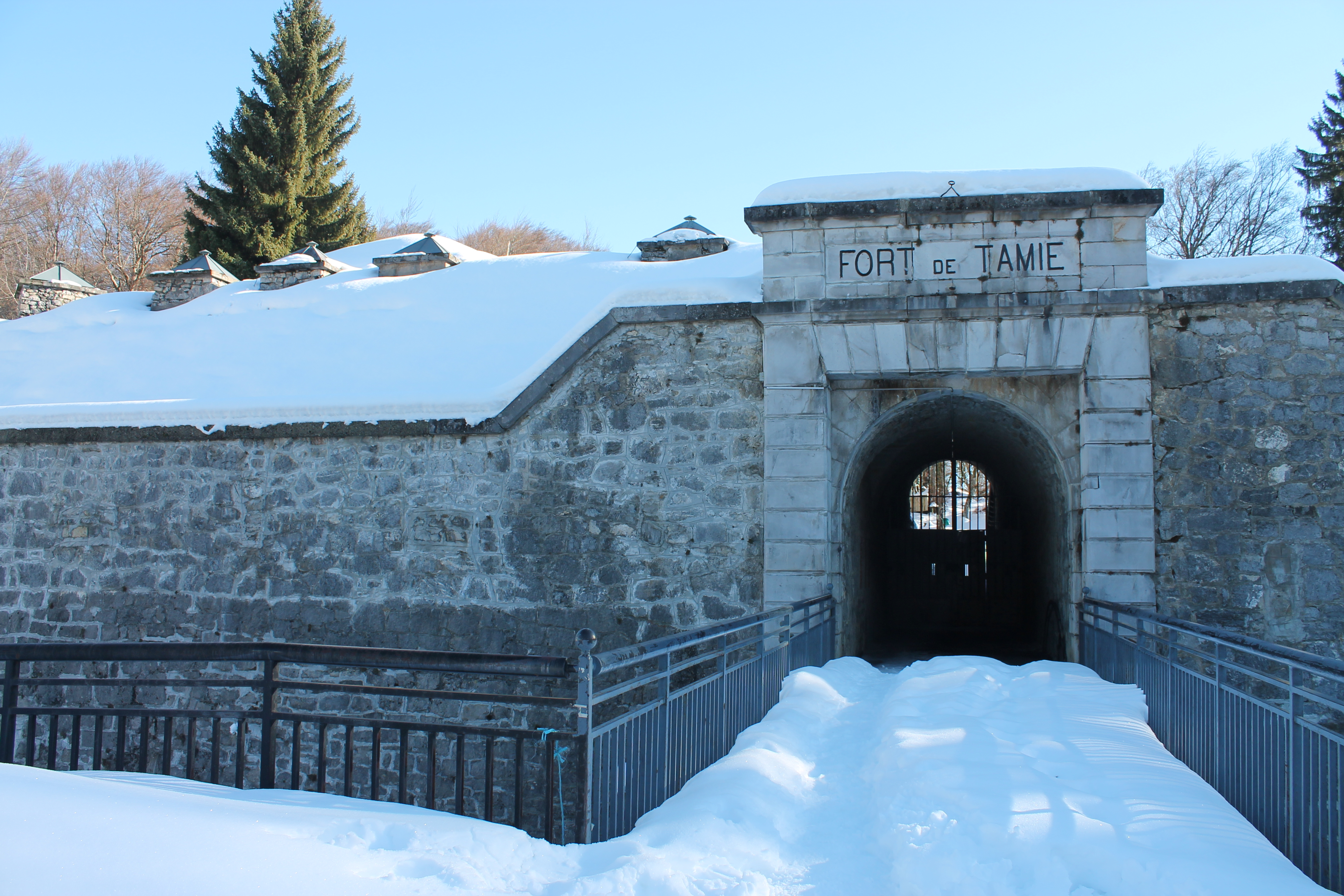
Entrée du fort de Tamié, sous la neige (hiver 2017)
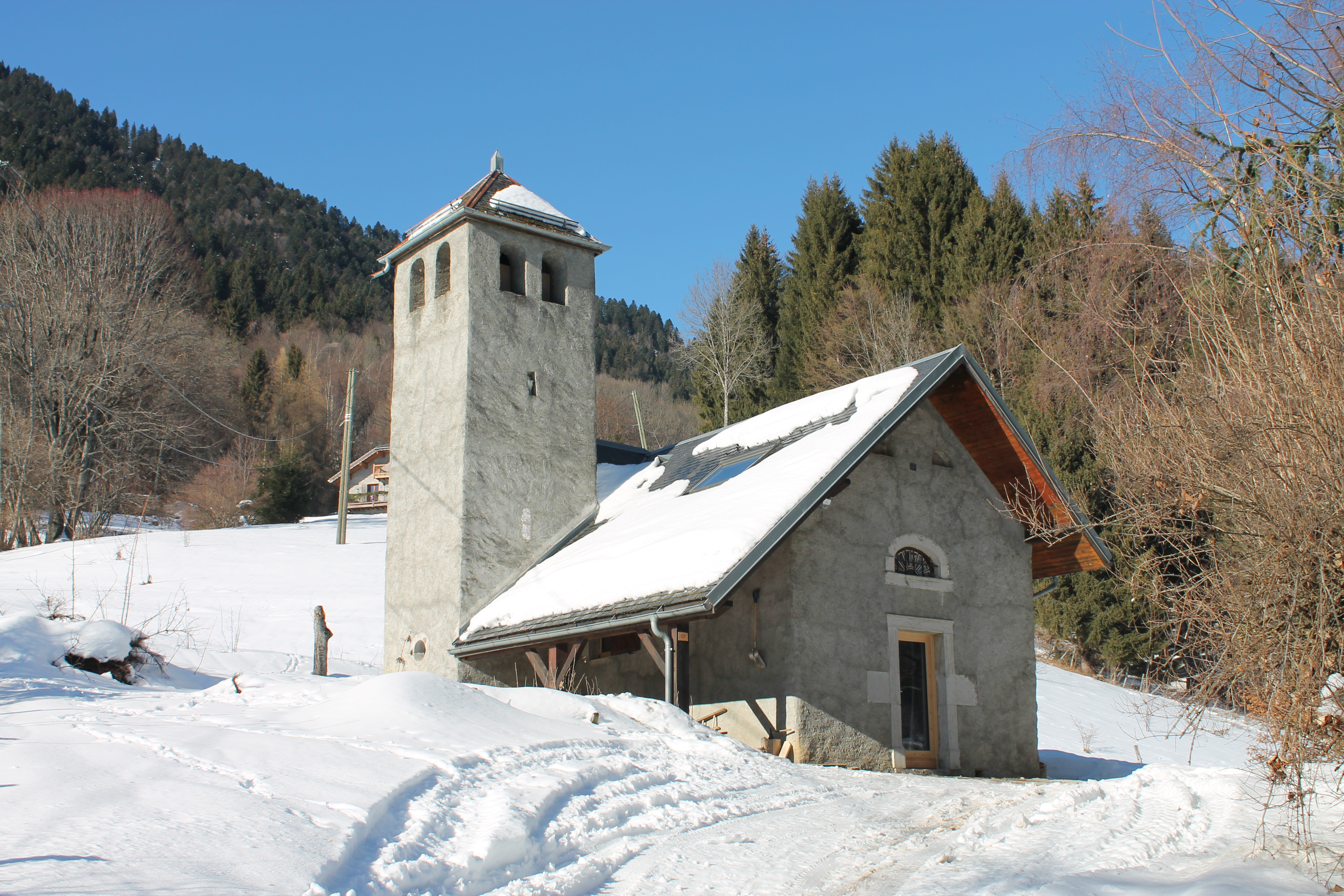
Chapelle Saint-Pierre (1823-1825) du col de Tamié (hiver 2017)
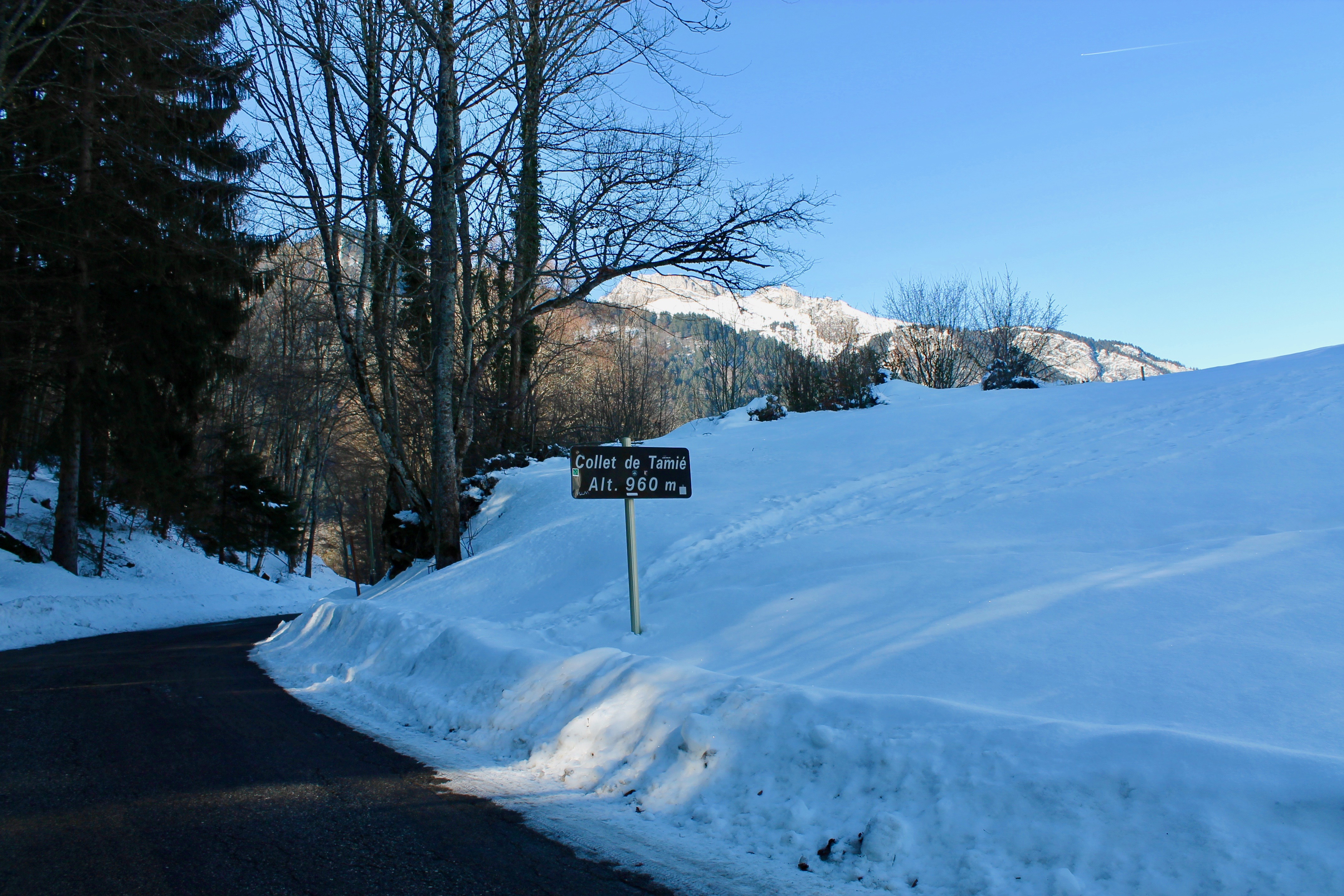
Collet de Tamié (hiver 2017).

#### Hôtellerie et restauration
Au col, proprement dit, il n'y a pas d'activités commerciales. Un peu plus en amont, dans le hameau de Malapalud, deux auberges-restaurants sont installées. La ville de Saint-Cloud possède, au-dessus, le Centre Alpin dit Centre Tamié. Un second centre de vacances, Les Florimontains, dont l'association a été créée en 1925 par le prêtre Bernard Ferrand, est installé à proximité de l'abbaye.

#### Fort de Tamié
Entre les deux passages, le fort de Tamié, situé sur la commune de Mercury, est le plus important ouvrage défensif au débouché des vallées alpines. Édifié sur commande de l'armée française en 1876 sur 16 hectares par 600 ouvriers, tous d'origine italienne, il commandait la place d'Albertville. Acquis par un syndicat intercommunal en 1967, le fort de Tamié est aujourd'hui ouvert au public.
La qualité de l'architecture, les panoramas sur les Alpes, le sentier botanique ou encore l'aménagement d'un parcours aventure sont quelques-uns des points d'intérêt du site.

### Randonnée
Depuis le col et à proximité immédiate de nombreuses randonnées sont possibles.

### Cyclisme

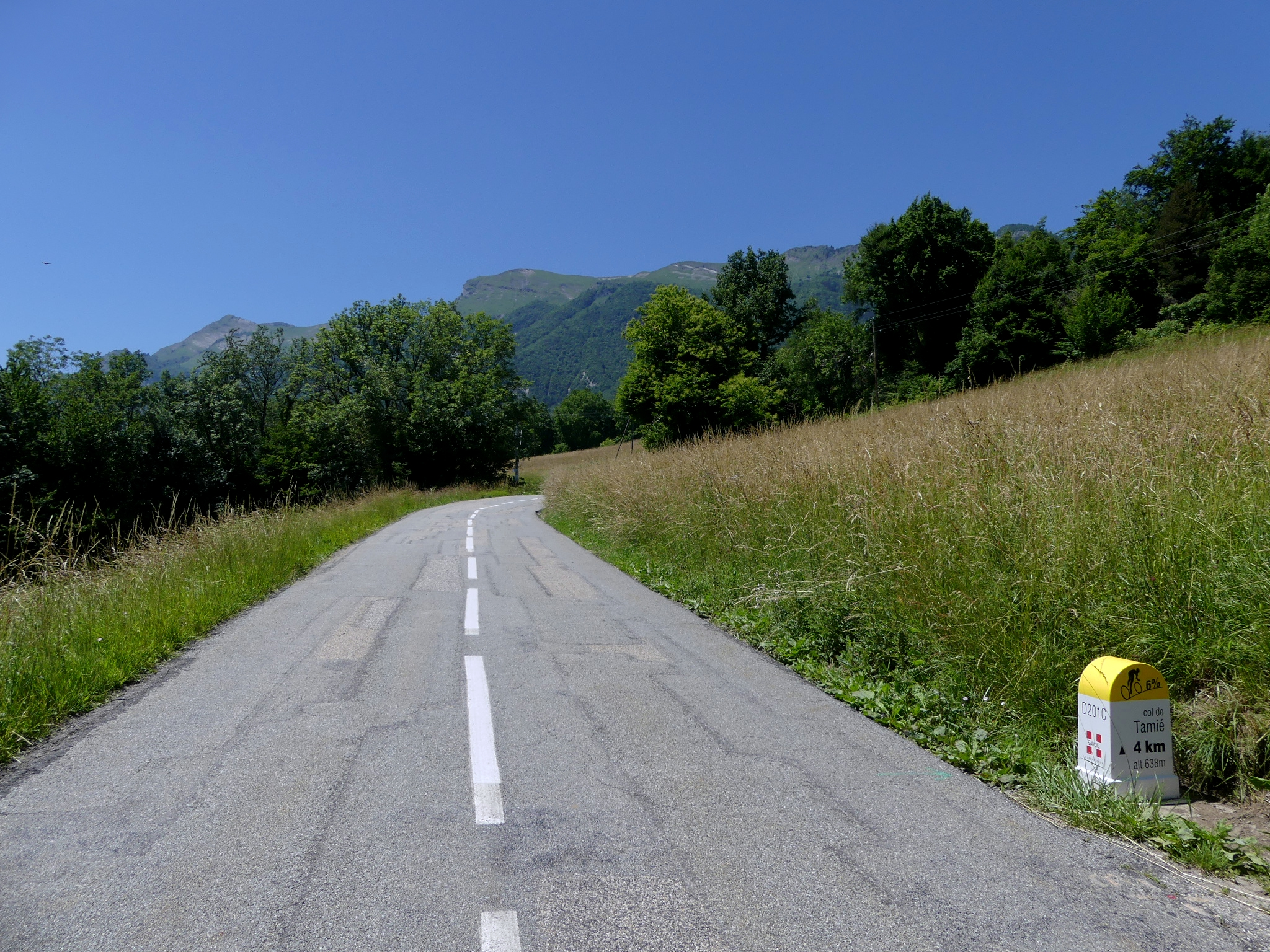
Borne cycliste à 4 km du col.

Le col de Tamié a été franchi au total à 15 reprises par le Tour de France. Il a été classé en 3e catégorie puis en 2e catégorie à partir de 1999. Voici les coureurs qui ont franchi les premiers le col :
- 1933 : hors GPM[11]
- 1934 : hors GPM
- 1935 : hors GPM[13]
- 1936 : hors GPM[14]
- 1937 : Félicien Vervaecke  Belgique
- 1939 : hors GPM[15]
- 1957 : Louis Bergaud  France[16]
- 1964 : non décerné
- 1967 : Guerrino Tosello  Italie[16]
- 1973 : Pedro Torres  Espagne[16]
- 1997 : Laurent Jalabert  France[16]
- 1999 : Mariano Piccoli  Italie[16]
- 2004 : Richard Virenque  France[16]
- 2007 : Thomas Voeckler  France[16]
- 2013 : Pierre Rolland  France[16]

Il est également au programme de la 8e étape du Tour de France Femmes 2024. Il est classé en 2e catégorie et la coureuse belge Justine Ghekiere, porteuse du maillot à pois, le franchit en tête.

### Domaine skiable
Le col de Tamié possède un stade de neige desservi par un unique téléski fixe construit en 1997 par le français Pomagalski. Ce téléski fixe baptisé Roc dessert une unique piste principalement destinée aux débutants, avec sa pente maximale à 35 %.
Autrefois, on y skiait avec quatre téléskis qui ont été démontés en 1976 à la suite de mauvaises saisons.